# Богденіца
Богденіца (рум. Bogdănița) — село у повіті Васлуй в Румунії. Входить до складу комуни Богденіца.
Село розташоване на відстані 256 км на північний схід від Бухареста, 20 км на південь від Васлуя, 77 км на південь від Ясс, 117 км на північ від Галаца.

## Населення
За даними перепису населення 2002 року у селі проживала 161 особа, усі — румуни. Усі жителі села рідною мовою назвали румунську.